# كارول كلاين
كارول كلاين (بالإنجليزية: Carol Klein)‏ هي مقدمة تلفزيونية بريطانية، ولدت في 1945 في Walkden ‏ في المملكة المتحدة.

## وصلات خارجية
- كارول كلاين على موقع IMDb (الإنجليزية)
- كارول كلاين على موقع قاعدة بيانات الفيلم (الإنجليزية)